# تراکتور ساپلای
تراکتور ساپلای (انگلیسی: Tractor Supply) شرکت خرده‌فروشی آمریکایی است، که در سال ۱۹۳۸ تأسیس شد.